# Amazonita
La amazonita es la escasa variedad verde de la microclina, un mineral del grupo de los feldespatos (potásicos). Durante muchos años se pensó que su color se debía al cobre ya que los compuestos de este metal suelen ser verdes o azules. Sin embargo estudios más recientes sugieren que su color verde-azulado se debe a pequeñas cantidades de plomo y agua que contiene.
Ya en el antiguo Egipto la amazonita se transformaba en piezas de joyería. Científicos posteriores dedujeron el nombre por el río Amazonas, en el que hasta el momento no se ha encontrado. Alexander von Humboldt (1769-1859) informó lo contrario, que una tribu india que vivía en el río Negro portaba amuletos de amazonita.

## Utilización

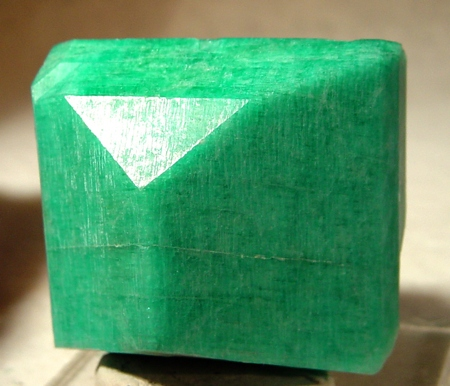
Cristal de amazonita de Take 5, cerca de Florissant, Colorado (tamaño: 4.4 x 4 x 3.5 cm)

Cuando la amazonita se pule adquiere un  color verde claro. Por esa razón se usa en joyería o como adorno.

## Yacimientos
La amazonita solía obtenerse exclusivamente del área de Miass, al sureste de Cheliábinsk en Rusia, donde se encuentra en rocas graníticas. Recientemente[¿cuándo?] se han hallado cristales de gran calidad en Pike’s Peak (Colorado, Estados Unidos) donde se encuentra asociada con cuarzo ahumado u ortoclasa. Hay más yacimientos en otros lugares de los Estados Unidos, Brasil, Etiopía y en Madagascar.
El nombre amazonita viene del río Amazonas, de donde se obtuvieron ciertas piedras verdes. Sin embargo, es dudoso que puedan encontrarse feldespatos verdes en el área del Amazonas.
No obstante, en Perú hay ocurrencias en la parte central de la Cordillera Oriental, a lo largo del río Mantaro y en la naciente del Valle del Vrae.[cita requerida]

## Galería de especímenes de amazonita

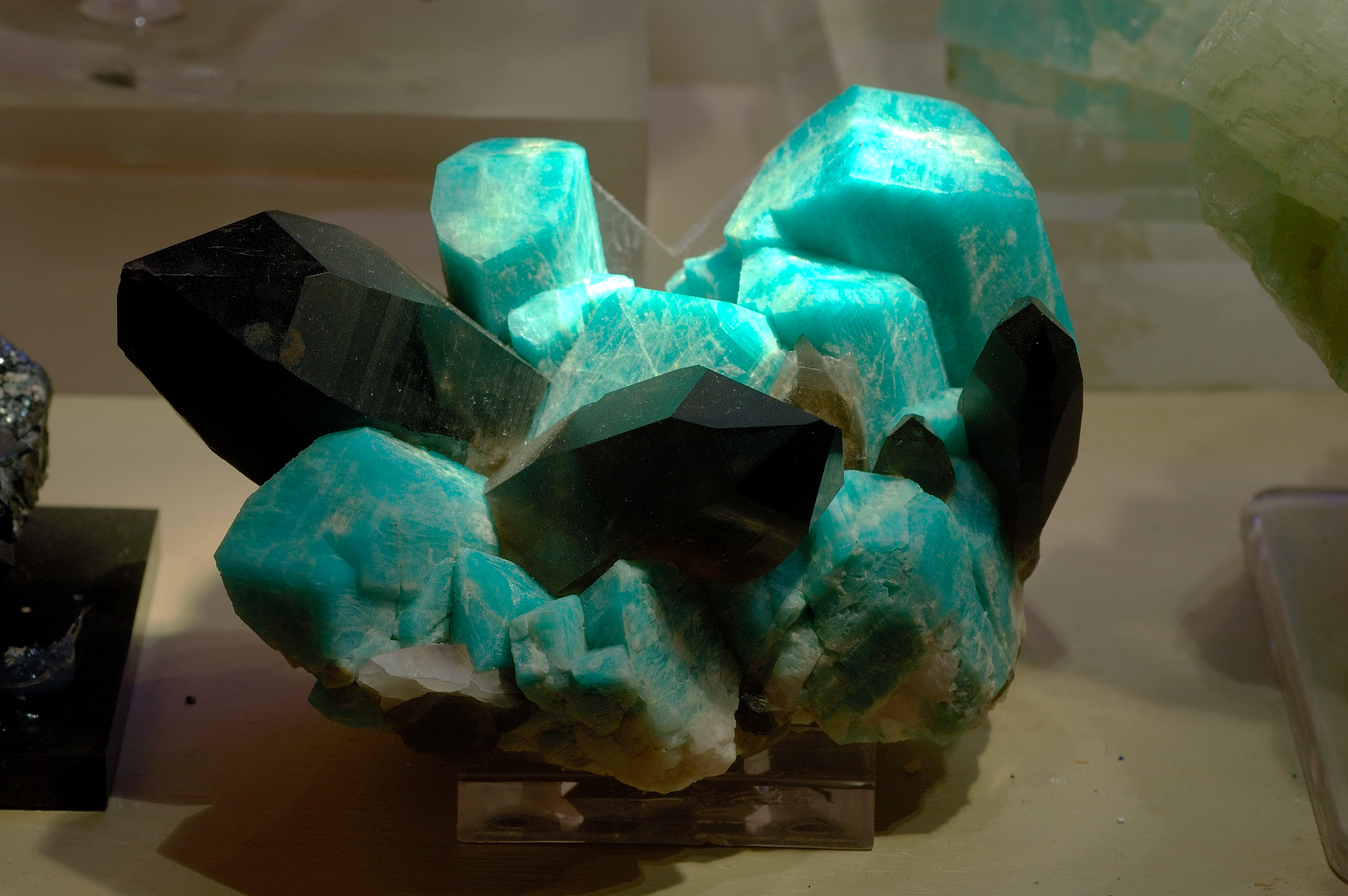
Amazonita con cuarzo ahumado de Two Point Claim, condado de Teller (Colorado, EE. UU.)
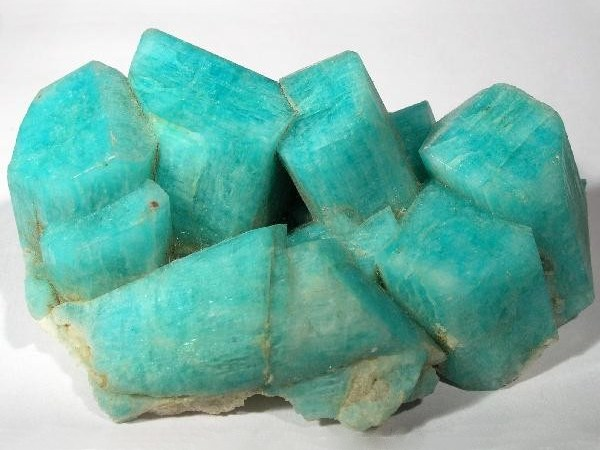
Amazonita de Pikes Peak (Colorado) (tamaño: 5.5 x 3.1 x 2.5 cm)
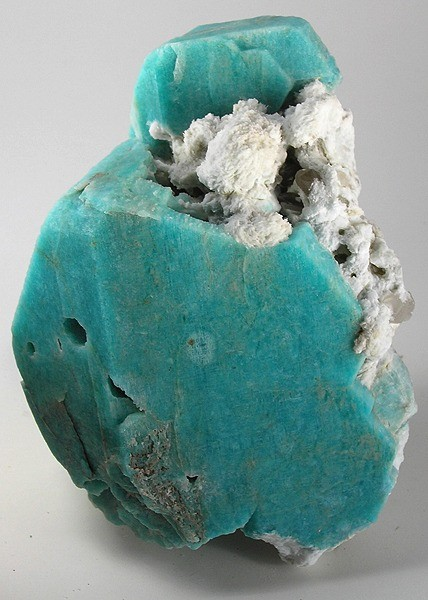
Gran cristal de amazonita de Konso (Etiopía) (tamaño:  16.4 x 11.9 x 8.0 cm)